# Esa
Esa (Isa, Issa, Ysa, Esha, Eesha, Isha, Pia'isa, Piaisan), Esa, Vuk, bog je stvoritelj i kulturni heroj plemena Shoshone, Bannock i Northern Paiute. Kao i druge figure iz mitskog doba, Esa je obično predstavljen kao čovjek u indijanskim pričama, ali ponekad poprima doslovni oblik vuka. Esi ponekad u poslu pomaže njegov neodgovorni brat Kojot, kojeg često mora spašavati od njegove gluposti.